# OVERDOING
OVERDOING(オーバードゥイング)は、SHAKALABBITSのインディーズ1枚目のシングルで、LIMITED DISTRIBUTIONから2000年9月20日に発売。

## 解説
今作のレコーディングは初対面かつ閉鎖的なエンジニアとギスギスした緊迫感溢れる作業のせいであまり楽しくなかったらしい。
しかしその反動からか今作を引っさげてのツアーは全国36ヶ所を回った。
本作に収録されている4曲はすべて1stアルバム『EXPLORING OF THE SPACE』に収録されていない。

## 収録曲
1. EVEN IF I'M ALONE
作詞：UKI 作曲：MASSY
2. BUTTER-SCOTCH
作詞：UKI 作曲：MASATOSHI（MAH）
3. Damn it!
作詞：UKI 作曲：MASATOSHI（MAH）
4. SWISS MAMMY
作詞：UKI 作曲：MASATOSHI（MAH）

## 収録アルバム
- MUSHROOMCAT RECORD (#2)

## ジャケット
ジャケットのコンセプトは“evil design”（“ワルダクミ”）と“ハッピーバースデー”。ウサギがカメラの近くに寄って来ていて、その後ろにかじった跡の残ったケーキが描かれている。
最初に上がって来たのはもう少し可愛いうさぎのデザインだったが、何回か顔を変えてもらい悪いことをした後の表情にしてもらった。